# Виборнова Єва Ігорівна
Є́ва І́горівна Ви́борнова (нар. 13 листопада 1974) — українська фехтувальниця. Заслужений майстер спорту України, чотириразова призерка чемпіонатів Європи.

## Життєпис
Народилася 13 листопада 1974 року. Випускниця 2003 року Харківського національного педагогічного університету імені Григорія Сковороди.
2007 року удостоєна нагороди «Герої спортивного року» — «Чесна гра» — в складі жіночої збірної України з фехтування на шпагах (Єва Виборнова, Надія Казимирчук, Ольга Партала, Яна Шемякіна)
Срібна призерка Чемпіонату Європи з фехтування.
Учасниця літніх Олімпійських ігор-1996.
Бронзова медаль на Чемпіонаті світу з фехтування 1998 року — вона та Анна Гаріна, Вікторія Тітова, Алла Миронюк (шпага, командний турнір)
На Чемпіонаті Європи з фехтування-2008 — 27-ма позиція.